# Italcable
Italcable - Servizi cablografici, radiotelegrafici e radioelettrici S.p.A. era un'azienda italiana che operava nel campo dei servizi per le telecomunicazioni.
Era la società concessionaria dello Stato Italiano per i servizi internazionali di telecomunicazioni (telefono, telegrafo, telex e dati) da e per l'Italia, esclusi i paesi esteri di competenza ASST e dell'Amministrazione Poste e Telegrafi (ovvero gli Stati Europei e quelli affacciati sul Mar Mediterraneo, ad eccezione di Israele, assegnato a Italcable).

## Storia
Italcable nasce il 9 agosto 1921 con il nome di Compagnia Italiana dei Cavi Telegrafici Sottomarini, fondata dall'ingegner Giovanni Carosio, imprenditore di Arona trapiantato a Buenos Aires nel 1900, con l'obiettivo di realizzare il primo cavo sottomarino transatlantico per le comunicazioni via telegrafo che congiungesse l'Italia agli Stati Uniti d'America e al Sud America.
Il 12 settembre 1921 fu firmata la prima convenzione fra lo Stato Italiano e Compagnia Italiana dei cavi Telegrafici Sottomarini.
Nel 1925 viene inaugurato il collegamento Anzio-Buenos Aires ed Anzio-New York (gli unici di quel genere all'epoca), anche grazie al contributo finanziario dei cittadini italiani emigrati in Argentina, azionisti di Italcable. L'anno successivo, diventa Compagnia per Cavi Telegrafici Sottomarini (Italcable).
Nel 1941 l'azienda assunse il nome Italcable in seguito alla fusione con la Società Italo Radio, espandendo il suo settore oltre agli impianti telegrafici a quelli telefonici via radio.
Durante il secondo conflitto mondiale tutti i cavi sottomarini a nord dell'equatore vennero tagliati o interrotti e quindi Italcable svolse il servizio di telecomunicazioni intercontinentali solo attraverso i collegamenti radio.
L'Italia, al termine della guerra, con il trattato di pace firmato al Palazzo del Lussemburgo nel 1947, poté ricostruire la propria rete di cavi sottomarini transoceanica, tranciati dagli inglesi nell'Atlantico.
L'Italcable così poté ridare "voce" alle proprie stazioni di comunicazione intercontinentali riaprendo nuovi e vecchi collegamenti con le altre nazioni.
In particolare ricordiamo le figure dell'Ingegner Carlo Enrico Martinato e dell'ingegner Cesare Fantò che contribuirono alla rinascita dei collegamenti tra l'Italia e l'altra sponda dell'Atlantico.
Con l'avvento delle prime telecomunicazioni via satellite, l'Italcable e la Rai diedero vita nel 1961 alla Telespazio, di cui ricordiamo le figure dell'Ingegner Piero Fanti e dell'ingegner Cesare Benigni.
Nel 1965 Italcable entra nell'orbita di STET, che ne deteneva il 47,45% del capitale sociale. La restante parte era detenuta dalla Banca d'Italia (2,75%) e da azionisti minori (49,80%). STET finanzia l'acquisto di Italcable grazie agli indennizzi ricevuti in seguito alla nazionalizzazione dell'energia elettrica del 1962, ricevuti da SIP.
Negli anni settanta l'Italcable realizzava in Italia la prima "città delle telecomunicazioni intercontinentali" nella borgata di Acilia, un quartiere periferico nel Municipio X situato a sud ovest Roma.
Questi Centri Operativi Intercontinentali dell'Italcable (COA) vennero progettati dallo studio dell'architetto Pier Luigi Nervi.
Negli anni seguenti questa città delle telecomunicazioni ha ospitato i più avanzati sistemi di commutazione elettronica e d'informatica, divenendo anche un centro di formazione professionale nel settore delle telecomunicazioni intercontinentali, soprattutto per i paesi in via di sviluppo.
Sempre nel 1970 partecipa all'installazione del TAT-5.
In virtù della Convenzione stipulata con il Ministero delle Comunicazioni, Italcable offriva servizi di telecomunicazioni ad uso pubblico, installando e gestendo i relativi impianti, con la maggior parte dei paesi extraeuropei. Era inoltre competenza della società il servizio di telegrammi con gran parte dei paesi europei.
Il Ministero della Difesa, in virtù dell'importanza strategica del servizio, assicurava la difesa del Centro Operativo, affidata a turni settimanali ai vari reparti di stanza a Roma ed hinterland (ad esempio la SCA di Bracciano, la scuola di Fanteria di Cesano ecc). Il personale militare comandato in servizio di guardia era alloggiato presso strutture prefabbricate, si avvaleva della mensa aziendale e, armato con fucili mitragliatori, montava di sentinella in ampie torrette d'acciao circolari collocate lungo la cinta.
Al 1983 Italcable contava 3.356 dipendenti e più di 11.575 azionisti, titolari complessivamente del 43.3% del capitale sociale: il resto è in mano a STET. Chiude il 1990 con un fatturato pari a 708 miliardi di lire e 165 miliardi di utile.
Nel 1994 venne fusa in Telecom Italia: la sua eredità è stata raccolta da Telecom Italia Sparkle.

### Realizzazione del cavo sottomarino transatlantico
Come si legge sul giornale Il Piccolo di San Paolo del 1º febbraio 1925, il rappresentante generale della "Compagnia Italiana dei Cavi Telegrafici Sottomarini" per il Brasile era l'ingegner Italo De Giuli.
Sullo stesso giornale, nell'edizione del 20 ottobre 1925 apparve il seguente articolo: 